# Street Horrrsing
Pour les articles homonymes, voir Bright Tomorrow.
Albums de Fuck Buttons
Tarot Sport
(2009)
Singles
1. Bright Tomorrow
Sortie : 2007
2. Colours Move
Sortie : 8 septembre 2008

Street Horrrsing est le premier album du groupe britannique experimental Fuck Buttons, sorti en 2008 sur le label ATP Recordings.

## Historique

### Création
Après leur rencontre en 2004 et la création du groupe Fuck Buttons à Bristol,, Andrew Hung et Benjamin John Power jouent en concert dès qu'ils le peuvent, s'attirant assez vite une base de fans à travers le Royaume-Uni. En 2007, le duo signe sur le label ATP Recordings (lié au festival All Tomorrow's Parties) et publie un premier single, Bright Tomorrow, en édition limitée. Celui-ci reçoit des avis favorables de la part de sources telles que Drowned in Sound, Pitchfork, Mojo (le single est numéro 1 de la playlist Mojo pour le mois de sa sortie) et Stereogum. Le groupe reçoit également des chroniques très positives de ses concerts. Il commence l'année 2008 par une tournée au Royaume-Uni, Alexander Tucker (en) (également signé sur ATP Recordings) en première partie.
Le premier album de Fuck Buttons, Street Horrrsing, est publié le 17 mars 2008 ; il contient, entre autres, le titre de leur premier single Bright  Tomorrow. Enregistré et produit par John Cummings (en) (guitariste du groupe Mogwai), et masterisé par Bob Weston (bassiste du groupe Shellac), sa sortie s'accompagne d'apparitions du groupe en festival, ainsi que d'une tournée nord-américaine en compagnie de Caribou. Le groupe commence à être diffusé sur les radios de la BBC, à l'audience plus large — les DJ de ces radios devant d'ailleurs s'efforcer de lui trouver un nom alternatif pour éviter de prononcer le mot « fuck » qu'il contient.
Le deuxième single extrait de Street Horrrsing est disponible le 8 septembre 2008 en téléchargement et en disque vinyle 12" ; il contient la piste Colours Move et un remix de Sweet Love for Planet Earth par Andrew Weatherall. En septembre et octobre 2008, Fuck Buttons réalise la première partie de Mogwai au Royaume-Uni, au Japon et en Amérique du Nord.

### Réception
Lors de sa sortie, Street Horrrsing reçoit un bon succès critique. Sur Metacritic, qui attribue une moyenne pondérée sur 100 à certaines critiques, l'album reçoit un score de 80, sur la base de 19 critiques, indiquant un avis « généralement favorable ».
L'album est nommé « album underground du mois » par le magazine Mojo, qui le décrit comme « un mélange de 50 minutes de synthétiseurs iridescents, de drones psychédélique, de voix distordues et de rythmes tribaux ». Pitchfork lui attribue la note 8,6/10 et le place dans sa section « meilleure nouvelle musique » ; à la fin 2008, Pitchfork le classe 20e parmi les 50 meilleurs disques de l'année. L'album est reçu positivement par des médias variés comme The Times, The Observer, The Wire, NME, Rock Sound, Kerrang!, Uncut, The Sydney Morning Herald ou encore Libération en France.

## Fiche technique

### Pistes
Toutes les pistes sont écrites et composées par Andrew Hung et Benjamin John Power (Fuck Buttons).
| No | Titre                                | Durée |
| -- | ------------------------------------ | ----- |
| 1. | Sweet Love for Planet Earth          | 9:40  |
| 2. | Ribs Out                             | 3:57  |
| 3. | Okay, Let's Talk About Magic         | 10:08 |
| 4. | Race You to My Bedroom / Spirit Rise | 9:18  |
| 5. | Bright Tomorrow                      | 7:41  |
| 6. | Colours Move                         | 8:54  |

### Production
- Musique : Fuck Buttons (Andrew Hung et Benjamin John Power)
- Enregistrement : John Cummings, Tim Cedar
- Mixage : John Cummings
- Master : Bob Weston
- Jaquette : Benjamin John Power

### Publication
L'album est publié le 17 mars 2009 par ATP Records dans les formats musicaux suivants :
- CD
- 2×LP
- Téléchargement

### Singles
Certaines pistes de Street Horrrsing se retrouvent sur deux singles.
Le premier single, Bright Tomorrow est édité en 2007 par ATP Recordings : il prédate donc d'un an la sortie de l'album. Il s'agit d'un 7" contenant deux pistes.
| No | Titre                  | Durée |
| -- | ---------------------- | ----- |
| 1. | Bright Tomorrow        |       |
| 2. | Little Bloody Shoulder |       |

Le deuxième single, Colours Move, est édité le 8 septembre 2008, également par ATP Recordings.
| No | Titre                                                 | Durée |
| -- | ----------------------------------------------------- | ----- |
| 1. | Colours Move (Radio Edit)                             | 3:31  |
| 2. | Colours Move                                          | 8:56  |
| 3. | Sweet Love for Planet Earth (Andrew Weatherall Remix) | 8:34  |